# Deutsche Arbeitsgemeinschaft der Tageskliniken für Psychiatrie, Psychotherapie und Psychosomatik
Die Deutsche Arbeitsgemeinschaft der Tageskliniken für Psychiatrie, Psychotherapie und Psychosomatik (DATPPP) ist ein 2004 gegründeter Verein mit Sitz in Karlsruhe; dieser ist der einzige Verbund der psychiatrischen und psychosomatischen Tageskliniken in Deutschland.

## Bedeutung von Tageskliniken
Da die Versorgung psychisch erkrankter Menschen seit vielen Jahren zunehmend weniger ortsfern und deutlich mehr eingebunden in den Lebensalltag realisiert wird, spielen die mehr als 720 Tageskliniken für Psychiatrie und Psychosomatik (2017) eine herausgehobene Rolle. Diese werden zu einem knappen Viertel als eigenständiges Krankenhaus betrieben und zu Dreiviertel von einem vollstationären psychiatrischen Krankenhaus oder einer psychiatrischen Abteilung in allen für Kliniken üblichen Rechtsformen. Im Schnitt werden die Erkrankten etwa 35 Werktage lang behandelt und zu einem großen Teil in einer angeschlossenen psychiatrischen Institutsambulanz weiterbehandelt. Die Tendenz zur Gründung neuer Tageskliniken hält an. Über regionale Krankenhausbudgets und Sondervereinbarungen werden flexible Behandlungsformen erprobt, die eventuell künftig bundesweit zur Anwendung kommen. Alle Diagnosegruppen wie Depressionen, Schizophrenien, Angst- und Zwangsstörungen, Persönlichkeitsstörungen, posttraumatische Belastungsstörungen, Somatisierungsstörungen, aber auch Suchterkrankungen, Verhaltensstörungen bei Intelligenzminderung oder Demenzen können bei entsprechend ausgerichtetem Therapieprogramm behandelt werden.

## Aufgaben und Tätigkeit
Die DATPPP organisiert mit jährlichen Tageskliniksymposien die einzige bundesweite Konferenz für psychiatrische und psychosomatische Tageskliniken an wechselnden Orten: 2024 Leipzig, 2023 Köln, 2022 Potsdam, 2019 München, 2018 Berlin, 2017 Frankfurt, 2016 Erfurt, 2015 Ludwigsburg, 2014 Aachen, 2013 München, 2012 Kiel, 2011 Würzburg, 2010 Friedrichshafen, 2009 Soest, 2008 Bergisch Gladbach, 2007 Weimar, 2006 Halle.
Vorsitzender der DATPPP war von 2004 bis 2014  Bernd Eikelmann, Karlsruhe. Nach dessen Tod übernahm  Herald Hopf, Berlin, die Vereinsleitung.
Neben Beratung von Tageskliniken, deren Mitarbeitern und Betreibern, der Suche nach wohnortnahen Tageskliniken für Patienten und Informationen zu tagesklinischen Konzepten bietet die DATPPP eine Fortbildung für Mitarbeiter, die sich auf die tagesklinische Arbeit vorbereiten wollen. Daneben unterstützt die DATPPP die Forschung zu Tageskliniken, unterhält Kontakte zu  Berufsverbänden im Bereich Psychiatrie und Psychosomatik und baut den europäischen Austausch mit Tageskliniken der Nachbarländer auf.